# Marcin Jędrusiński

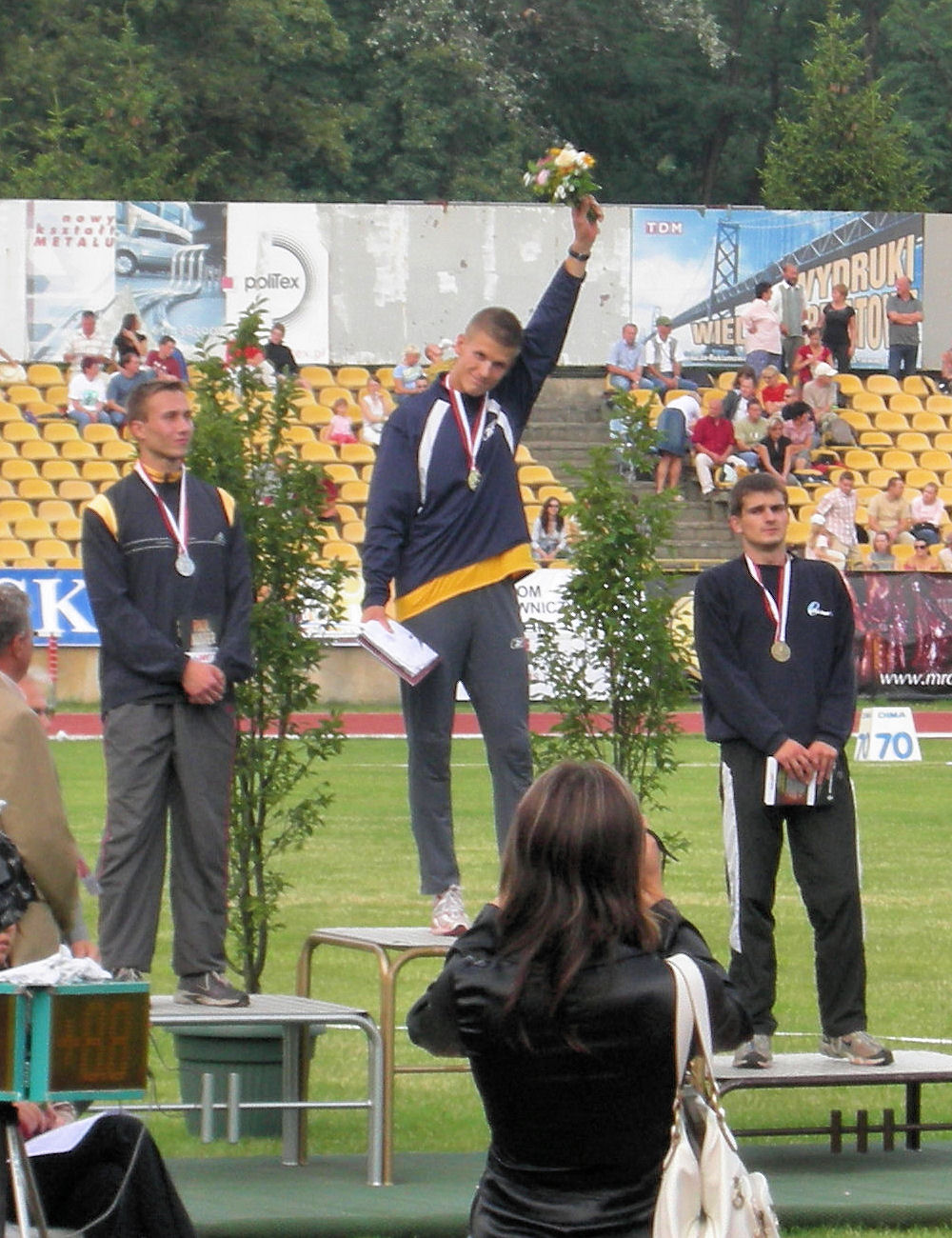
Marcin Jędrusiński na szczycie podium w trakcie Mistrzostw Polski w 2007

Marcin Jędrusiński (ur. 28 września 1981 we Wrocławiu) – polski lekkoatleta, sprinter.

## Kariera sportowa
Zawodnik Śląska Wrocław, olimpijczyk z Aten (2004), gdzie był piąty w sztafecie 4 x 100 m i Pekinu (2008). Srebrny medalista ME 2006 w sztafecie. Z reprezentacyjną sztafetą był również siódmy na mistrzostwach świata w Edmonton (2001). W 2002 zajął piąte miejsce na 200 m w mistrzostwach Europy w Monachium. 13-krotny złoty medalista mistrzostw Polski. Ośmiokrotny indywidualny mistrz Polski w biegach na 100 i 200 m (100 m w 2003 i 2007), 200 m (2002–2003, 2005–2008), trzykrotny mistrz Polski w sztafecie (Sztafeta 4 × 400 metrów - 1999, Sztafeta 4 × 100 metrów - 2002 i 2003), dwukrotny halowy mistrz Polski na 200 m (2007 i 2009). Halowy mistrz Węgier w biegu na 200 m (2004).
Jest żołnierzem Wojska Polskiego w stopniu starszego szeregowego. Mąż Doroty Dydo.
W 2013 zakończył karierę sportową.

## Najważniejsze osiągnięcia
- Mistrzostwa Europy
  - 2. miejsce (srebrny medal) 2006 – 4 x 100 m (39,05 s)
- Puchar Europy
  - 3. miejsce 2001 – 4 x 100 m (39,00 s)
  - 2. miejsce 2003 – 4 x 100 m (38,45 s)
  - 3. miejsce 2003 – 200 m (20,53 s)
  - 2. miejsce 2004 – 4 x 100 m (38,68 s)
  - 1. miejsce 2006 – 4 x 100 m (39,07 s)
  - 2. miejsce 2008 – 4 x 100 m (38,61 s)
- Młodzieżowe Mistrzostwa Europy
  - 1. miejsce (złoty medal) 2001 – 200 m (20,94 s)
  - 2. miejsce (srebrny medal) 2003 – 200 m (20,39 s)
- Mistrzostwa Świata Juniorów
  - 2. miejsce (srebrny medal) 2000 – 200 m (20,87 s)
- Mistrzostwa Europy Juniorów
  - 2. miejsce (srebrny medal) 1999 – 4 x 100 m (39,67 s)
- Halowy Puchar Świata Wojskowych
  - 1. miejsce 2009 - 4 x 400 m (3:14,18 s)
- Igrzyska wojskowe
  - 1. miejsce (złoty medal) 1999 – 4 x 400 m (3:02,78 s)
  - 1. miejsce (złoty medal) 2007 – 200 m (20,70 s)
  - 2. miejsce (srebrny medal) 2007 – 4 x 100 m (39,52 s)
- Mistrzostwa Świata Wojskowych
  - 2. miejsce (srebrny medal) 2009 - 4 x 100 m (40,28 s)

## Rekordy życiowe

### na stadionie
- bieg na 100 metrów
  - 10,26 s. (12. wynik w historii polskiego sprintu)[5] - 31 maja 2008, Chorzów
  - 10,07 s. (z wiatrem +3,4 m/s)[5] - 5 lipca 2003, Bielsko-Biała
- bieg na 150 metrów – 15,31 s (3. wynik w historii polskiego sprintu)[6] - 29 maja 2002, Bielsko-Biała
- bieg na 200 metrów
  - 20,31 s. (4. wynik w historii polskiego sprintu)[5] - 9 sierpnia 2002, Monachium
  - 20,14 s. (z wiatrem +4,3 m/s)[5] - 9 sierpnia 2005, Helsinki
- bieg na 300 metrów – 33,25 s. - 2005

### w hali
- bieg na 60 metrów - 6,67 s. - 18 lutego 2006, Warszawa
- bieg na 200 metrów - 20,75 s. (3. wynik w historii polskiego sprintu) - 1 marca 2002, Wiedeń